# Красноуфимские марийцы
Красноуфи́мские мари́йцы (луговомар. Красноуфим марий) или верхнеуфимские марийцы — локальная группа восточных марийцев, проживающая в основном в Красноуфимском районе Свердловской области. В этнографии объединяются с кунгурскими марийцами под названием уральских.

## История
Поселились в верховьях реки Уфа (восточномар. Ӱпö) в ходе миграции на восток в 1-й пол. XVII века из Среднего Поволжья. Многие поселения связаны с именами первопоселенцев — основателей родов. Возле поселения обязательно находилась священная роща для традиционных молений и жертвоприношений. Многие семьи имели священные деревья в усадьбах, олицетворявшие семейно-родовых духов. На общие моления собирались в трёх местах: на Ювинской, Тавринской и Карзинской горах. Самые старые поселения — Верхний и Нижний Батам (Потам) и Большие и Малые Карши (Марийские Карши), а марийская деревня Большая Тавра появилась здесь в 1608.

## Внешние ссылки
- Откуда ты, мариец?
- Страницы истории Красноуфимского района: деревня Большая Тавра